# Janusz Koman
Janusz Koman (ur. 6 lutego 1948 w Łodzi) – polski muzyk: klawiszowiec, kompozytor, aranżer, dyrygent.

## Życiorys
Ukończył średnią szkołę muzyczną w klasie fortepianu. Studiował na Wydziale Instrumentalnym Państwowej Wyższej Szkoły Muzycznej w Łodzi.
W latach 60. XX w. udzielał się jako gitarzysta basowy i pianista w amatorskich zespołach muzycznych Szeptacze i 47. Pokolenie Potomków Piasta i Rzepichy. W 1967 roku przez sześć miesięcy grał w zespole Czerwono-Czarni. W latach 1969–1971 był liderem, a także instrumentalistą w założonej przez siebie Grupie Land. W 1972 przewinął się przez rozmaite zespoły estradowe, z którymi koncertował w kraju i za granicą, m.in. w ZSRR, NRD, Czechosłowacji i na Węgrzech.
Po epizodzie z zespołem Pokolenie (w 1972 – w sierpniu tego samego roku zespół zarejestrował w Polskim Radiu Lublin piosenki pt. Dwa anioły i Ziemi puls) – muzyk założył jazz-rockowy Koman Band (1973–1985), z którym ogólnopolską karierę rozpoczęła wokalistka Krystyna Prońko. Do grona współpracowników należeli także: Zdzisława Sośnicka (Grand Prix na Międzynarodowym Festiwalu Piosenki Sopot ’77 za interpretację kompozycji Komana Jeden świat), Hanna Banaszak, Majka Jeżowska, Stan Borys, Leonard Kaczanowski i Andrzej Zaucha. Formacja Koman Band dokonała nagrań dla Polskiego Radia – część z nich ukazała się na płytach.
Muzyk współpracował również z takimi wykonawcami jak: Jadwigą Strzelecką, Danutą Błażejczyk, Grażyną Łobaszewską, Jerzym Połomskim, 2 plus 1, Aura, Vox i innymi. Uczestniczył w nagraniach płytowych i koncertach estradowych jako pianista, kompozytor, aranżer, dyrygent i kierownik muzyczny. Skomponował muzykę do: rock opery 3400 lat po Ikarze (libr. Bogdan Olewicz i Grzegorz Walczak), baletu Suita słoneczna, musicalu Wieczór w obcym mieście (libr. Janusz Kondratowicz), a także muzykę do spektakli teatralnych i filmów krótkometrażowych.
Jest również laureatem: Nagrody za aranżację przyznawanej na KFPP w Opolu (1974, 1985, 1986), wyróżnienia na KFPP Opole ’87 za piosenkę Zagranica oraz wyróżnienia na KFPP Opole ’91 za Moją cierpliwość.
W latach 1984–1988 prowadził żeńską grupę wokalną Fiesta, dla której przygotował repertuar na wydany w 1987 roku longplay pt. Fiesta. Współpracował również z orkiestrami: Henryka Debicha, Zbigniewa Górnego, Jerzego Miliana i Andrzeja Trzaskowskiego. Koncertował za granicą, m.in. w RFN, Szwajcarii, Austrii, Holandii, Belgii, Francji, we Włoszech, na Kubie oraz na Bliskim Wschodzie.
W 1986 muzyk ograniczył działalność kompozytorską i całkowicie wycofał się z życia estradowego. Od 2000 roku prowadzi wydawnictwo muzyczne JKoman Prod.

### Życie prywatne
Był w związku z Krystyną Prońko. W 1980 ożenił się z Majką Jeżowską, z którą ma syna. Para rozstała się. Po latach była żona oskarżyła Komana o stosowanie przemocy. 